# Andrei Bolibrukh
Andrei Andreevich Bolibrukh (em russo:  Андрей Андреевич Болибрух; Moscou, 30 de janeiro de 1950 – 11 de novembro de 2003) foi um matemático soviético e russo, conhecido por seu trabalho sobre equações diferenciais ordinárias, em especial o vigésimo-primeiro problema de Hilbert.
Foi eleito em 1994 membro da Academia de Ciências da Rússia. Foi palestrante plenário do Congresso Internacional de Matemáticos em Zurique (1994).